# 福島大学附属中学校
福島大学附属中学校（ふくしまだいがくふぞくちゅうがっこう、Fukushima University attached junior high school）は、福島県福島市にある福島大学附属の国立中学校。略称は「福大附属中」（ふくだいふぞくちゅう）、福島市近辺では「附属中」、「附中」（ふちゅう）と呼ばれている。校章は蘭の花。
福島大学教育学部跡地の一部に建てられ隣接して北に福島大学附属幼稚園、南に福島県立福島東高等学校がある。
福島県内では唯一の国立中学校である。

## 概要
- 入学生のおよそ7割は附属小学校からの生徒だが、外部からの生徒も入学する。附属高校がないので生徒はばらばらに高校へ進学する。しかし、大半の生徒が福島高校や橘高校に進学する。
- 校舎は変形した5角形のドーナツ型をしており、校舎の中央には中庭が整備されている。南側に学級の教室、北側に理科室や技術室や音楽室などの特別教室とそれぞれの準備室、西側に正門、各教科準備室がある。学級部分は3階建てで、学年ごとに分けられている。東側の美術室部分は1階建てで残りは2階建て。
- 校舎東側には体育館、部室棟、グラウンドが整備されている。グラウンドの北側にはバレー・テニスのコートがある。相撲場もあったが、校庭の表土入れ替え作業時に取り壊され、今は更地である。
- 体育館北側にはプール、西隣には武道場がある。当校の部活動の武道は剣道のみのため、柔道場はない。他の競技にも使用するときがあるが、窓ガラスがとても割れやすい。
- 校長は福島大学の教授が兼任する。
- コンピュータ室のほか、各学級に1台パソコンが設置された。市内では比較的早いうちに整備された。しかし、現在は撤去されている。
- パソコンは2011年に新しいものに入れ替えられ、使用しているMicrosoft Officeも最新のものとなった。
  - 2014年度末にもパソコンが入れ替えられた。
- 本校は前期と後期の2期制で、評定に関わってくる中間テスト、期末テストがそれぞれ行われる。さらに、評定には関与しない実力テストと称するテストを年3回（3年生のみ5回）実施する。
- 2011年度のみ、東日本大震災の影響で人事異動が8月に行われたため、3期制になった。同時に総合テストも3回実施されることとなった。しかし、実力テストは例年通り3回（3年生は5回）である。
- 放射線による汚染の影響で5月22日から約10日に渡り文部科学省の放射線遮断実験として表土の入れ替え作業を行い、一部の部活動は他の練習場を使うこととなった。
- 震災後に、千葉大学教育学部附属中学校から鼓舞激励の手紙をもらい交流を深めた。

## 部活動

### 運動部
- 野球部
- サッカー部
- 男女バレーボール部
- 男女バスケットボール部
- 男女ソフトテニス部
- 男女卓球部
- 陸上部
- 男女剣道部

### 文化部
- 音楽部(弦楽)
- 絵画造形部(美術)

### 特設部
中体連や新人戦の時期限定で、学校外の習い事などで個人で腕を磨いた人が、特設水泳部として集結(１人でも出場可)し、附属中として大会に出場することがある。ただし、特設部として認められるのには条件がある。

## 行事

### 研究公開
校内では「学校公開」と呼称されている。5月に附属学校のため行われ、生徒たちは全校合唱を披露する。1曲目はNHK全国学校音楽コンクールの課題曲、2曲目は「大地讃頌」を歌う。CD録音もされるため、新年度になってからすぐ熱心な練習が始まる。2012年度から東日本大震災の影響を受け行わなくなった。
2017年度、創立70周年を迎えたことを機に再び全校合唱が行われることとなった。

### 秋蘭祭
他の学校の文化祭にあたり、10月末に行われる。校章が蘭であるためこの名で呼ばれ、親族以外原則非公開、1学年の集団行動、2学年のダンス、3学年の演劇というプログラムで構成され、大半を体育館で過ごすことになる。2009年度までは“マイメッセージ”と呼ばれる有志による発表の場も設けられていた。2010年度から、1日目は音楽堂で全学年・全学級の合唱及び音楽部の発表を福島市音楽堂で行い、2日目は体育館で各学年の発表を行っている。また、2日目は校内(主に特別教室)に各学年の総合学習について生徒一人ひとりがまとめたポートフォリオや理科の自由研究が展示される。加えて、絵画造形部員の作品が美術室に展示される。
2012年度から1日目の合唱が発表会形式ではなく、コンクール形式になった。尚、2013年度までは秋蘭祭の準備期間である“秋蘭祭スペシャルウィーク”が1週間ではなく2週間だったため、2日目の発表・展示は次の通りだった。
- 3学年の演劇は、45分ではなく50分だった。
- 2学年はダンスではなく画展示を行っていた。
- 1学年は合唱をクラス毎に披露していた。

## 沿革
- 1947年4月1日 - 学校教育法に基づき福島師範学校附属中学校として創設、男子部中学校は浜田町84の男子部校舎に併設、女子部中学校は舟場町9の女子部校舎に併設
- 1948年4月13日 - 男子部・女子部両附属中学校を男子部校舎に合併
- 1949年5月31日 - 国立学校設置法により、福島大学福島師範学校附属中学校と改称
- 1950年4月1日 - 福島大学学芸学部附属中学校と改称
- 1957年2月9日 - 福島市腰浜町16-10に新校舎落成（8月に移転）
- 1966年4月1日 - 福島大学教育学部附属中学校と改称
- 1969年4月1日 - 特殊学級を設置
- 1970年5月13日 - 福島市八木田並柳71に信夫校舎落成し、特殊学級移転
- 1977年 - 附属小・中学校特殊学級、附属養護学校として独立
- 1982年3月15日 - 市内浜田町の現在地に校舎を新築移転
- 2005年4月1日 - 国立大学法人福島大学附属中学校と改称
- 2023年6月 - 中庭にビオトープ設置
- 2027年予定 - 福島大学附属小学校と統合し、福島大学教育学部附属義務教育学校となる。

## 交通アクセス
- 福島交通路線バス
  - JR・阿武隈急行・福島交通福島駅から伊達・梁川・藤田等、国道4号北町バイパスを通る路線にて「東高校前」下車。徒歩5分。

## 著名な卒業生
- 馬場雄基（衆議院議員）[2]
- 石田重廣（実業家、株式会社夢グループ代表取締役社長）
- 井上裕治（ギタリスト、元girl next door）
- 山下航平（陸上競技選手、2016年リオデジャネイロオリンピック出場　男子三段跳び）
- 山下潤（陸上競技選手、2021年東京オリンピック出場  男子200m）
- 佐藤真湖（モデル、2016年ミス・ユニバース・ジャパン3位）